# Chlumín
Chlumín (en allemand : Klomin) est une commune du district de Mělník, dans la région de Bohême-Centrale, en République tchèque. Sa population s'élevait à 494 habitants en 2020.

## Géographie
Chlumín se trouve à 8 km au sud-sud-ouest de Mělník et à 24 km au nord de Prague.
La commune est limitée par Zálezlice au nord, par Obříství à l'est, par Neratovice et Úžice au sud, et par Újezdec à l'ouest.

## Histoire
La première mention écrite de la localité date de 1336.